# Contentieux en mer de Chine orientale
Il existe des contentieux entre la Chine, le Japon et la Corée du Sud sur l'étendue de leurs zones économiques exclusives (ZEE) respectives en mer de Chine orientale.

## Contentieux entre la Chine et le Japon
Le contentieux entre la république populaire de Chine (RPC) et le Japon concerne l'application différente de la Convention des Nations unies sur le droit de la mer (CNUDM) de 1982, que les deux nations ont ratifiée.
La Chine a proposé l'application de la CNUDM, compte tenu du prolongement naturel de son plateau continental, préconisant que la ZEE s'étende jusqu'à la fosse d'Okinawa,.
Son ministère des Affaires étrangères a déclaré que « le prolongement naturel du plateau continental de la Chine dans la mer de Chine orientale s'étend jusqu'à la fosse d'Okinawa et au-delà de 200 milles marins des lignes de base à partir desquelles la largeur de la mer territoriale de la Chine est mesurée », ce qui est applicable aux dispositions applicables de la CNUDM qui étayent le droit de la Chine au plateau naturel,.
En 2012, la Chine a présenté à l'ONU une communication au titre de la CNUDM concernant les limites extérieures du plateau continental.
Le Japon, sur la base de la CNUDM, a proposé la division de la ligne médiane de la ZEE.

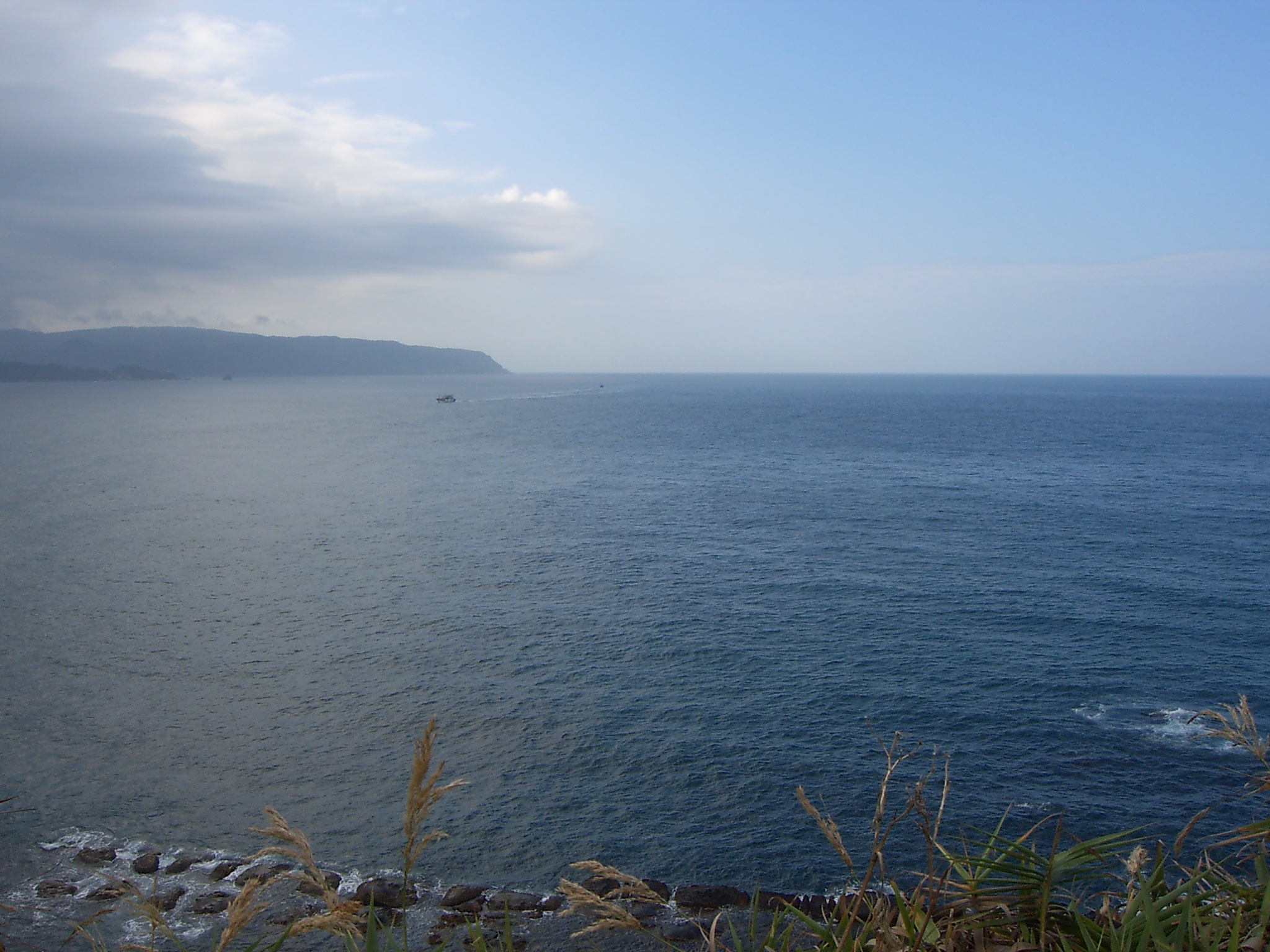
Vue de la mer de Chine orientale depuis Yehliu à Taïwan.

En vertu du droit de la mer des Nations unies, la RPC revendique le territoire océanique contesté comme sa propre ZEE en raison de son appartenance à l'extension naturelle du plateau continental de la RPC, tandis que le Japon revendique le territoire océanique contesté comme sa ZEE parce qu'elle se trouve à moins de 200 milles marins (370 km) des côtes japonaises, et a proposé une ligne médiane comme frontière entre la ZEE de la Chine et du Japon. Environ 40 000 km2 de ZEE sont en litige. La Chine et le Japon revendiquent tous deux 200 milles marins (370 km) de droits dans la ZEE, mais la largeur de la mer de Chine orientale n'est que de 360 milles marins (670 km). La Chine revendique une ZEE s'étendant jusqu'à l'extrémité orientale du plateau continental chinois (sur la base de la CNUDM III) qui pénètre profondément dans la ZEE revendiquée par les Japonais.
En 1995, la République populaire de Chine (RPC) a découvert un champ de gaz naturel sous-marin dans la mer de Chine orientale, à savoir le champ de gaz de Chunxiao, qui se trouve dans la ZEE chinoise alors que le Japon pense qu'il est connecté à d'autres réserves possibles au-delà de la ligne médiane.
Le Japon s'est opposé au développement par la RPC des ressources en gaz naturel dans la mer de Chine orientale, près d'une zone où les revendications de la ZEE des deux pays se chevauchent. Le développement spécifique en litige est le forage de la RPC dans le champ gazier de Chunxiao, situé dans des zones incontestées du côté chinois, à trois ou quatre milles (6 km) à l'ouest de la ligne médiane proposée par le Japon. Le Japon soutient que bien que les plates-formes de gaz de Chunxiao soient du côté de la RPC d'une ligne médiane que Tokyo considère comme la frontière maritime des deux côtés, elles peuvent puiser dans un champ qui s'étend sous terre jusqu'à la zone contestée.
Le Japon cherche donc à prendre part aux ressources en gaz naturel. On estime que les champs de gaz de la région de Xihu Sag dans la mer de Chine orientale (Canxue, Baoyunting, Chunxiao, Duanqiao, Wuyunting et Tianwaitian) détiennent des réserves prouvées de 10 milliards de m3 de gaz naturel. Les opérations commerciales ont commencé 2006. En juin 2008, les deux parties sont convenues de développer conjointement les champs de gaz de Chunxiao,
Des séries de différends sur la propriété des îles dans la mer de Chine orientale ont déclenché des manifestations à la fois officielles et civiles entre la Chine et le Japon.

## Contentieux entre la Chine et la Corée du Sud
Le différend entre la Chine et la Corée du Sud concerne le rocher de Socotra un récif submergé sur lequel la Corée du Sud a construit une station de recherche scientifique. Bien qu'aucun des deux pays ne revendique le rocher comme territoire, la RPC s'est opposée aux activités de la Corée là-bas comme une violation de ses droits dans la ZEE.

## Contentieux entre la Corée du Sud et le Japon
La Corée du Sud a ouvert un musée dans le centre de Séoul en 2012 pour soutenir sa revendication sur les rochers Liancourt. Les visiteurs peuvent se promener autour d'un grand modèle 3D de l'île et examiner du contenu vidéo et informatisé sur l'histoire et la nature de l'île. Les écrans vidéo montrent des images en direct de l'île à partir d'une caméra fixe. En janvier 2018, le gouvernement japonais a ouvert un petit musée à Tokyo affichant des cartes et des documents pour défendre ses revendications territoriales contre la Corée du Sud et la Chine voisines.